# Makarivka, Șîroke
Makarivka (în ucraineană Макарівка) este un sat în comuna Zelena Balka din raionul Șîroke, regiunea Dnipropetrovsk, Ucraina.

## Demografie
Componența lingvistică a localității Makarivka
     Ucraineană (96,32%)
     Rusă (3,68%)
Conform recensământului din 2001, majoritatea populației localității Makarivka era vorbitoare de ucraineană (96,32%), existând în minoritate și vorbitori de rusă (3,68%).